# Abwurfdach

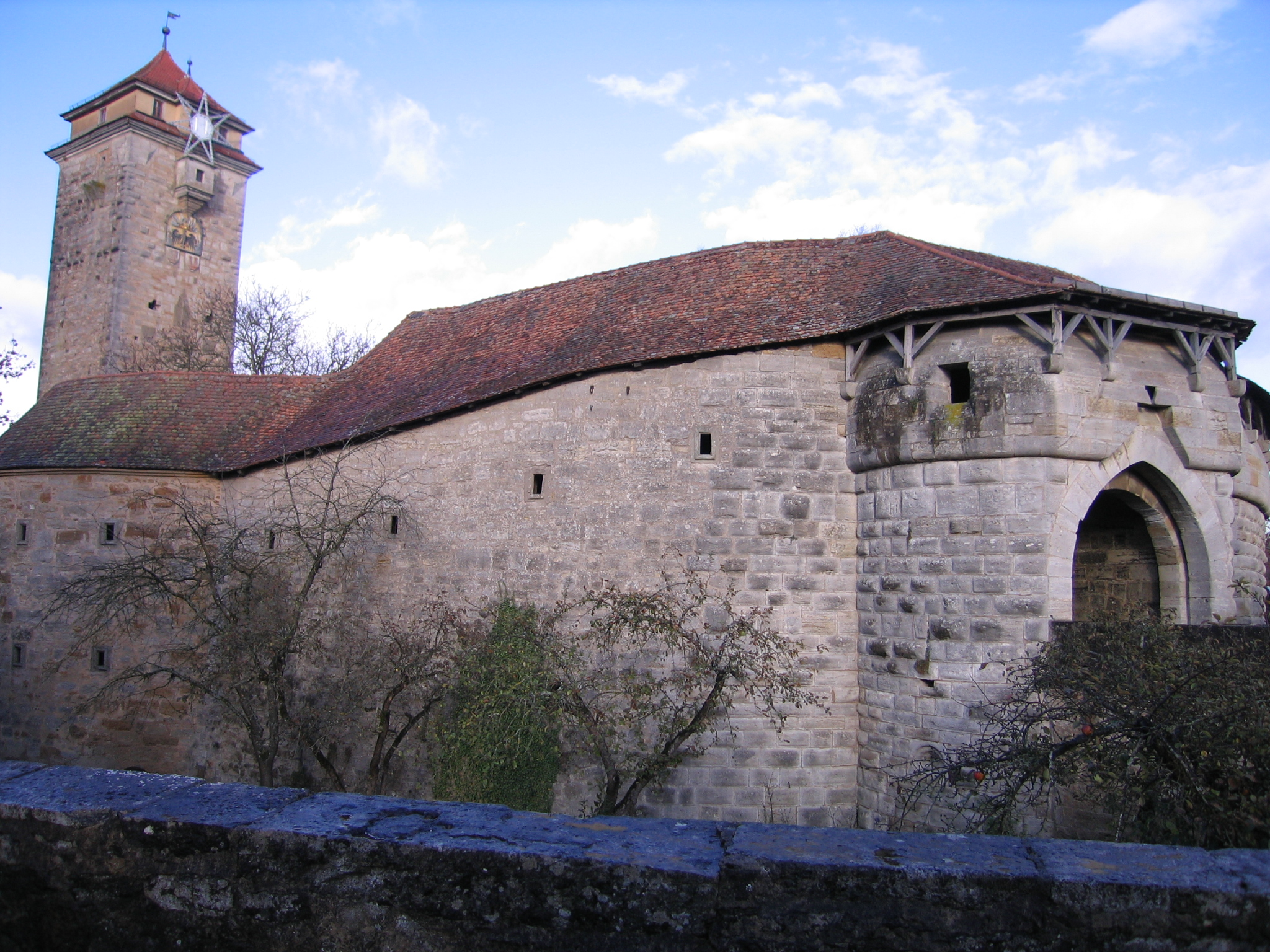
El Spitalbastei en Rothenburg ob der Tauber

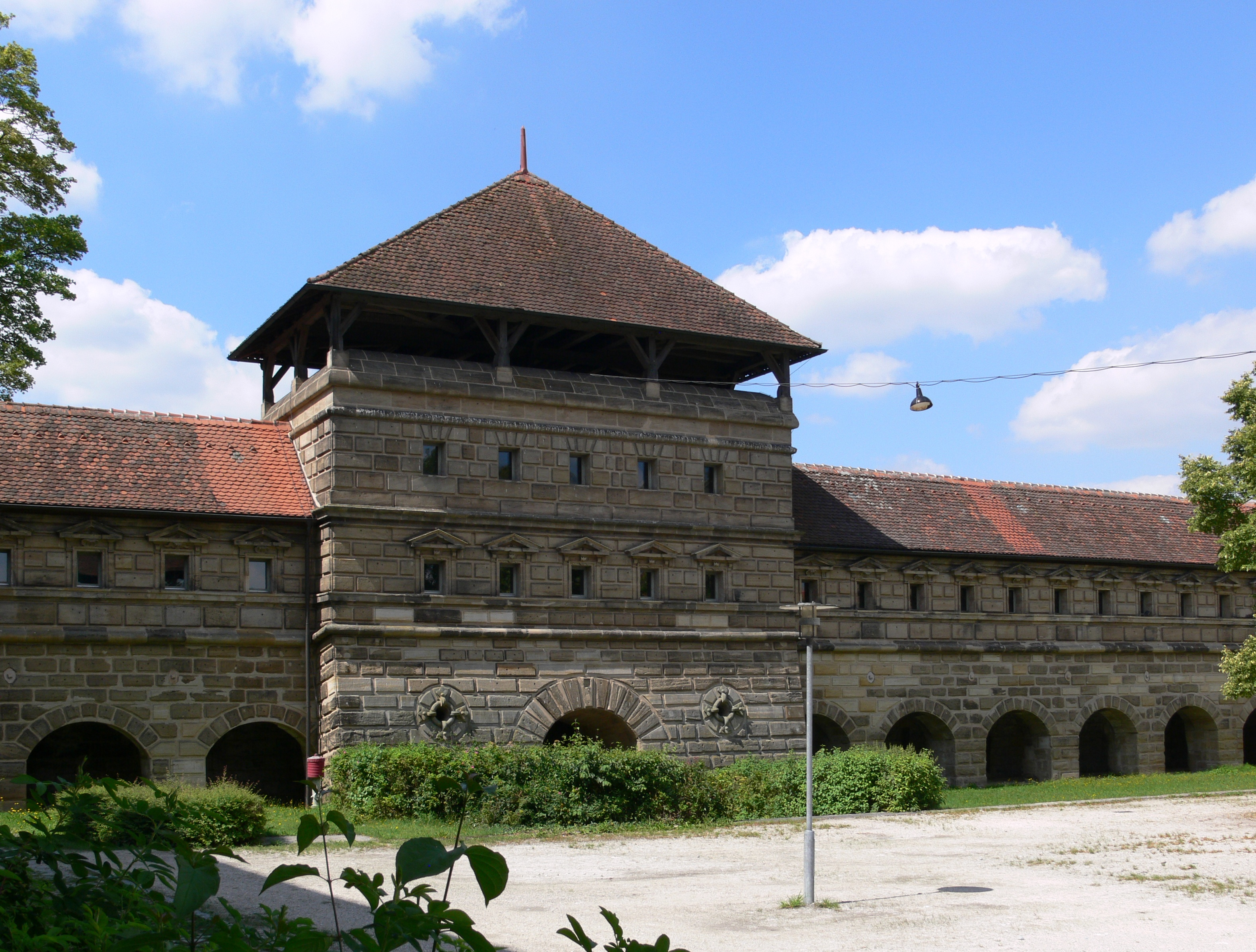
Un abwurfdach en un cavallier de la fortaleza de Lichtenau de Franconia Media

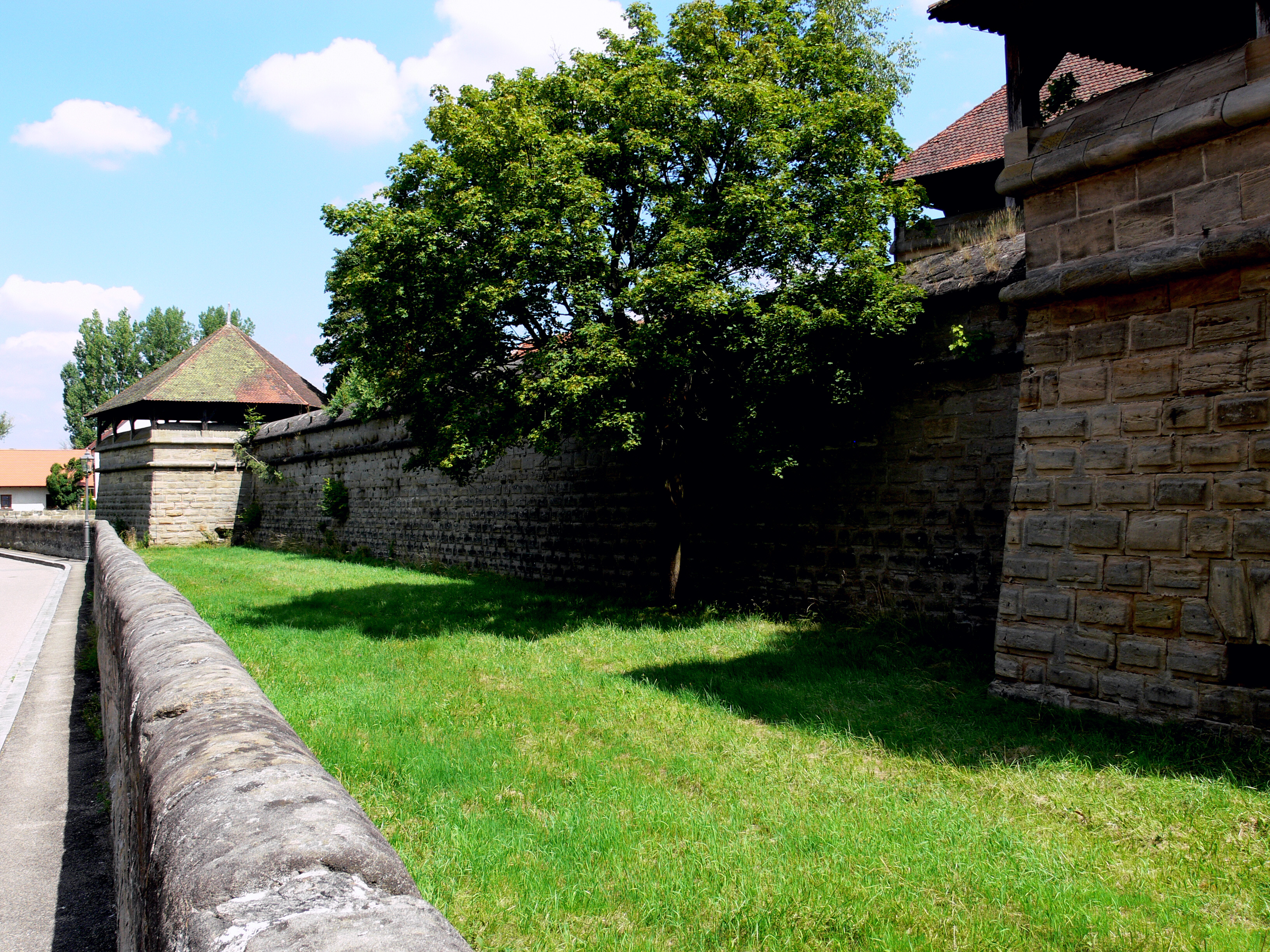
Dos baluartes con abwurfdächern. El muro cortina con sus ménsulas de techo está dominado por un cavallier (Fortaleza de Lichtenau)

Un Abwurfdach (Alemán para "techo removible"; plural: Abwurfdächer ) era una construcción fácilmente desmontable que protegía los muros cortina, los caballeros y los bastiones de varias fortalezas modernas tempranas. Alguna vez se creyó que los comienzos del uso de esta construcción se remontaban al siglo XII, pero la mayoría de los historiadores modernos sostienen que los primeros abwurfdachs se construyeron alrededor de 1550.

## Abwurfdächermedieval
En el siglo XIX, los historiadores de la arquitectura, como August Essenwein, desarrollaron la idea de que, en el siglo XII, los edificios principales de un castillo estaban coronados universalmente por plataformas de combate que estaban cubiertas por un techo protector "temporal" y fácilmente desmontable. Estas estructuras temporales, conocidas como abwurfdächer se suponía que cubrían fortificaciones como el bergfried así como edificios residenciales como las palas y se podían retirar rápidamente en caso de asedio para que pudieran erigirse catapultas en las terrazas de combate para defender el castillo.
Esta perspectiva ya estaba siendo puesta en duda por el investigador del castillo, Otto Piper , como "algo que podría imaginarse como práctico, pero que no siempre refleja la realidad". Piper señala, entre otras cosas, que no hay fuentes medievales que hablen de abwurfdächer, pero varios informes de asedios mencionan que los proyectiles enemigos estaban destruyendo los techos de un castillo, relatos que sugieren que los castillos tenían estructuras de techo sólido más convencionales.
La investigación sobre castillos más reciente también sugiere que la mayoría de los castillos de Europa Central no fueron diseñados para asedios a gran escala, sino contra ataques menores o sorpresivos. Dado que la mayoría de los castillos no se construyeron simplemente para cumplir la función militar de una fortaleza, sino que al mismo tiempo eran residencias de la nobleza, es poco probable que el uso de techos provisionales haya sido costumbre. Además, apenas se sabe nada sobre las estructuras de los tejados de los castillos medievales, ya que generalmente fueron reconstruidas en épocas posteriores, o no han sobrevivido en el caso de los castillos en ruinas.

## Abwurfdächeren las primeras fortalezas modernas
A partir del 1550, sin embargo, existe evidencia histórica del uso real de tales estructuras de techo en fortificaciones. En la esfera de influencia de la ciudad imperial libre de Franconia de Núremberg, algunos abwurfdächer han sobrevivido hasta el presente o han sido reconstruidos. Por ejemplo, algunos cavaliers y bastiones en la fortaleza de la ciudad imperial de Lichtenau en Ansbach están coronados por tales construcciones. Numerosas ménsulas en los muros de cortina indican la intención de construir techos removibles, pero las ilustraciones contemporáneas muestran que estos planes no se materializaron completamente. Una ilustración de la época de los Guerra de los Treinta Años (hacia 1630, Archivos del Estado Sueco) muestra un sistema defensivo con techos desmontables en cuatro de los cinco baluartes. Los tres cavalliers también tienen superestructuras abiertas. No se pueden ver techos por encima de los muros de cortina. Esta vista de la ilustración corresponde en gran medida al estado actual de esta fortaleza renacentista.
En la reconstrucción de las murallas de la ciudad de Núremberg, que sobrevivió en gran parte hasta la Segunda Guerra Mundial, varias secciones de la muralla se volvieron a cubrir de esta manera. Los postes de las armaduras del techo también descansan sobre columnas de piedra, que sobresalen de la línea de la pared (Mauerflucht) o se colocan en las cornisas.
Estos precursores de Núremberg fueron copiados por otras ciudades imperiales de Franconia y Suabia, por ejemplo en las fortificaciones de Nördlingen y el bastión de Spitalbastei de Rothenburg ob der Tauber .
La historia de este tipo de edificio permanece en gran parte inexplorada por los historiadores. Incluso en la construcción de fortalezas italianas contemporáneas, se han documentado techos removibles o estructuras de techos ligeros, por ejemplo, en la Fortezza da Basso en Florencia. En el siglo XVI, los ingenieros militares de Franconia se apoyaron en gran medida en las innovaciones italianas.